# Гедсден (округ, Флорида)
Шаблон:StateAbbr_ 30°35′ пн. ш. 84°37′ зх. д. / 30.58° пн. ш. 84.61° зх. д.
Округ Гедсден (англ. Gadsden County) — округ (графство) у штаті Флорида, США. Ідентифікатор округу 12039.

## Географія
За даними Бюро перепису населення США, загальна площа округу становить 529 квадратних миль (1 370 км²), з них 516 квадратних миль (1 340 км²) — суша, а 12 квадратних миль (31 км²) (2,3 %) — вода.

## Історія
Округ утворений 1832 року.

## Демографія
Округ Гадсден унікальний у Флориді тим, що це єдиний округ штату з афроамериканською більшістю населення. За даними перепису населення 2010 року в окрузі проживало 46 389 осіб. 56,0 % — чорношкірі або афроамериканці, 35,9 % — білі, 0,5 % — азіати, 0,3 % — корінні американці, 5,9 % — інші і 1,3 % двох або більше рас. 9,5 % були іспанцями або латиноамериканцями (будь-якої раси).

## Суміжні округи
- Декатур, Джорджія — північ
- Семінол, Джорджія — північ
- Грейді (округ, Джорджія), Джорджія — північний схід
- Леон, Флорида — схід
- Ліберті, Флорида — південний захід
- Калгун, Флорида — південний захід
- Джексон, Флорида — північний захід